# Medicina starog Rima
Medicina starog Rima ili medicina Antičkog Rima obuhvata istorijsko razdoblje koje se poklapa sa periodom civilizacije koja je nastala od grada-države osnovanog na Apeninskom poluostrvu po tradiciji koju nam prenosi Tit Livije 753. p. n. e. do ogromnog carstva koje je okruživalo Sredozemno more. Tokom svog postojanja, rimska civilizacija, a sa njom i njena medicina, prešla je put od monarhije, republike sa kombinacijom oligarhije i demokratije, do autokratskog carstva. Rimska civilizacija koja je dominirala zapadnom Evropom i područjima oko Sredozemnog mora putem osvajanja i asimilacije, u medicini nije ostavili ništa svoje sopstveno, jer je Rimljanima mnogo vekova bilo ispod časti da se bave medicinom.
O starorimskoj medicini može saznati iz dostupnih pisanih izvora, nadgrobnih spomenika (лат. stelae) osoba koje su se u tom periodu bavile lečenjem, kao i analizom brojnih medicinskih sredstava i materijala od kojih su izrađivani tadašnji medicinski, pre svega hirurški instrumenti (ne tako retko slični današnjim, medicinskim instrumentima).
Na području medicine Rimljani nisu ostavili ništa svoje sopstveno, a naučne medicine kod njih nije dugo ni bilo. Medutim Ono što su Rimljani stvorili u oblasti javnog zdravstva i sanitarnog zakonodavstva niko nije stvorio sve do novog veka.

## Istorija
U ranoj fazi, autohtona rimska medicina, bila je pod snažnim uticajem etrurskog nasleđa i starogrčke medicine (baš kao što je i starogrčka medicina svoja saznanja crpila iz izvora mesopotamske i staroegipatske medicine). Trgovina i ratovi koji su vladali na prostoru Evrope i Sredozemlja u tom istorijskom periodu, ubrzavali su protok informacija i medicinske misli.

### Magijsko religijska medicina
Do dolaska grčkih lekara starorimska medicina zasnivala se uglavnom na magijsko-religijskim osnovama. Među narodom prevladavalo je religijsko praznovjerje: da je bolest posledica nezadovoljstva bogova, pa je poštovanje mnogih bogova, rezultovalo verovanjem u njihovu isceliteljsku moć kod pojave različitih bolesti. Gotovo svaki deo tela imao je svog boga-zaštitnika.
U starom Rimu popularna je bila hepatoskopija (čitanje božanskih poruka iz jetara žrtvovanih životinja). Takva gatanja posmatranjem trbušnih organa (jetra, ali i srce, pluća, žuč) žrtvenih
životinja vodila su poreklo iz etrurskog nasleđa, ), a obavljali su ga tzv. haruspici (лат. haruspices) kojima su se obraćali vršioci civilne i vojne vlasti u Rimu. Naime, jetra je smatrana središtem duše i glavnim čovekovim organom.
Rimljani, kao stočarsko-ravničarski narod imao je i sa „kolena na koleno” prenošena brojna saznanja o lekovitim svojstvima biljaka. Zato se za Antičkog lekara može reći da je pored hirurških veština (ubrzano razvijanih zbog masovnog ranjavanja u neprestanim ratovanjima), posedovao i solidno poznavanje isceliteljskih sposobnosti lekovitog bilja i različitih načina i oblika pripremanja biljnih preparata (masti, tablete, oblozi).
Rimljani su u naslijeđe dobili hiljkadugodišnje poznavanje lekovitog ili opojnog dejstva mnogih biljaka poput anisa, bosiljka, metvice, belog i crnog luka, pelina, žalfije, odoljena (valerijane), bunike, tamjana, mirte, gospine trave itd.

### Prodor Grčke medicine i prvi Rimski lekari
Epidemija kuge koja je zahvatila stari Rim 293. p. n. e, ubrzala je dolazak grčkih lekara, pod uticajem Asklepijevog kulta,  kada je on prenet u Rim.  Nastanak ovog kulta vezuje se za Asklepija grčkog (Ασκληπιός) lat. (Aesculapius)  boga medicine u antičkoj grčkoj mitologiji, koji je sa Apolonom  delio epitet iscelitelj. Roditelji su mu bili bog Apolon i nimfa Koronida, ili prema nekima (Arsinojin), on je odrastao uz kentaura Hirona. U Rim, se poštovao i pod imenom Eskulap grčki.
Asklepijev kult u Rimu
Naime, nemoćni pred najezdom sve rasprostranjenije epidemije kuge, koja je bukvalno „kosila sve pred sobom”, primorala je Senat da donese odluku o traženju saveta iz Sibilinskih knjiga (лат. Libri Sibyllini – zbirke proročanstava; koja se pripisuju proročici Sibilli iz Kume), što je imalo za posledicu uvođenje i širenje Asklepijevog kulta (лат. Eskulap - Aesculapius) koji se u Grčkoj, vekovima pre toga, poštovao kao jedini bog zaštitnik od bolesti.
Sa širenjem Asklepijevog kulta u Rim su došli i grčki lekari koji su sa sobom doneli sasvim novi pogled na uzroke, nastanak i razvoj bolesti, skoro potpuno oslobođene magije i religioznosti.
U tom periodu kada su se pod najezdom Rima gasila grčka civilizacija, istovremeno se na rimskom tlu objedinjavalo i uobličavalo vekovima sakupljano Grčko medicinskog znanja, svih vrsta, različitih pristupa i škola, koje su pre toga nastale u grčkoj civilizaciji.
Marko Porcije Katon
Dolazak grčkih lekara naišao je na žestok otpor rimskih tradicionalista privrženih magiji i religioznom nasleđu, među kojima se posebno istakao Marko Porcije Katon (лат. Marcus Porcius Cato 234—149. p. n. e.). Katon je bio pisac dela лат. De Agri Cultura, u kojem je sakupio dotadašnje botaničko znanje iz tradicionalne (narodne) medicine, ali i dosta elemenata magije. On je pridavao veliko značenje vuni, kupusu i urinoterapiji, a kao tradicionalnista svom sinu je zabranio svaki pokušaj bilo kakvog obraćanja za pomoć grčkim lekarima, smatrajući ih opasnim za budućnost rimskog društva. Tokom osamdesetih godina 2. veka p. n. e. Katon je često nastupao kao ogorčeni protivnik porodice Scipiona i njihovih nastojanja da osnaže grčki uticaj na rimsku kulturu. Ipak, prema antičkoj tradiciji, i sam Katon je na kraju naučio grčki jezik..
Prvi zabeleženi lekar Arhagat
Prvi zabeleženi lekar bio je izvesni Arhagat (Archaghatus iz Sparte) koji je došao 219. p. n. e., i u tom periodu, kao i ostali grčki lekari, nije uživao poseban ugled pa su o njegovom radu postojala oprečna mišljenja. Po nekim izvorima bio je na glasu zbog svojih hirurških veština u izvođenju operacija, i stekao titulu carnifexa, a po drugima nazivan je koljač i kao takav proteran je iz Rima.
Asclepiades iz Bitinije
Nakon gotovo jednog veka, spominje se i drugi grčki lekar koji je došao u Rim, oko 100. godine pre Hrista, Asklepijad (Asclepiades iz Bitinije). On je bio starogrčki lekar rođen u Kiosu u maloazijskoj pokrajini Bitiniji, koji je u Rimu proveo jedan deo svog života, i bio dosta uticajan, zahvaljujući druženju sa rimskom elitom.
Asklepijad je nastojao da stvori novu teoriju bolesti, zasnovanu na protoku razdvojenih čestica (ἄναρμοι ὄγκοι) kroz pore u ljudskom telu. Njegovo lečenje, imalo je za cilj ponovno uspostavljanje harmonije primenom pravilne ishrane, fizičke aktivnosti i kupanja. Zato je bio protivnik Hipokrata čiju je nauku o ulozi prirode u nastanku bolesti smatrao precijenjenom i ismijavao ga. Svojom teorijom da uzrok bolesti leži u širenju i stezanju atoma od kojih je izgrađeno ljudsko telo, postao je začetnik tzv. Metodičke škole (čiji predstavnici nisu poštovali anatomiju i fiziologiju; smatrajući da je za celokupno sticanje znanja iz medicine dovoljno samo 6 meseci).
Prvi lekar rimskog porekla Aulo Kornelije Celzo
Prvi lekar rimskog porekla, više enciklopedista, bio je Aulo Kornelije Celzo (Aulus Cornelius Celsus, 25. godine p. n. e. — 50. godine n. e), koji je u 8 knjiga, prvi put napisanih na latinskom jeziku, skupio dotadašnja znanja iz medicine, najviše hirurgije: počev od operacije katarakte, kila, trepanacija lobanje, amputacije, termokauterizacija i podvezivanje krvnih sudova, sopstvena metoda odstranjivanja kamena iz mokraćne bešike, do plastični zahvati na licu. Bavio se i istorijom hirurgije, i u svom delu detaljno je opisao tada poznate instrumente.
Plinije Stariji
Gaj Plinije, poznatiji kao Plinije Stariji (лат. Gaius Plinius Secundus Maior, 23.—79. n. e.) bio je rimski pisac i naučnik - prirodnjak koji je napisao delo Poznavanje prirode (Naturalis historia) u 37 knjiga sa značajnim delovima o medicini. Plinije Stariji je po poreklu pripadao viteškom staležu, rođen je u gradiću Komum (današnji Komo) u severnoj Italiji, dok je obrazovanje verovatno stekao u gradu Rimu.
Dioskurid iz Anzaraba
Dioskurid (Pedanius Dioscorides, 40.-90. n. e.) došao je u Rim kao vojni lekar iz starogrčkog Anazarba. Bio je dobar poznavalac lekovitog bilja. Opisao je oko 600 biljnih vrsta; skupljenih u celom Rimskom carstvu; u 5 knjiga (De materia medica), opisujući i različite načine pripreme lekovitih sastojaka. On je primjivao lokalnu anesteziju, što je sasvim sigurno znatno smanjilo dotadašnju veliku smrtnost u toku izvođenja hirurških zahvata bez anelgezije.
Soranus iz Efesa
Soran (Soranus iz Efesa, 98.-138. n. e.), bio je grčki lekar i predstavnik Metodičke škole. On je dao značajan doprinos anatomiji ženske karlice, ginekologiji (opisujući ginekološke zahvate), porođajnoj tehnici, upozoravao na postporođajnu higijenu pa i neke elemente kontracepcije. Pri pregledima koristio je vaginalni spekulum (dioptra). Od 30 napisanih knjiga većina je propala. Sačuvane su 4 sa tekstovima iz ginekologije, kao i latinski prevod „O akutnim i hroničnim bolestima”.
Najvažniji grčki lekar Galen iz Pergama
Najvažniji grčki lekar u Rimu svakako je Aelije Galen ili Klaudije Galen poznatiji kao Galen iz Pergama, (лат. Aelius Claudius Galenus, 129—199. p. n. e.), koji je pokazivao sklonost ka Hipokratovoj humoralnoj teoriji kao uzroku bolesti. On je Hipokratovo učenje dopunio uvođenjem „pneume” i time prekinu dotadašnje sukobe različitih škola unutar Rima. Galena, mnogi istoričari medicine smatraju najvećim antičkim poznavaocem humane anatomije, ali kako je obdukcije vršio na životinjama, njegovi zaključci često su bili pogrešni. Pripisano mu je oko 400 dela iz medicine, matematike, filozofije koja su bila nezaobilazna literatura 1.500 godina, tj sve sve do 19. veka.
Galenov opis rada srca, arterija i vena održao se sve do 1628, kada je Vilijam Harvi opisao krvotok sa srcem kao pogonskom pumpom. U 19. veku studenti medicine još su čitali Galenova dela kako bi naučili osnovne medicinske pojmove. Galen je izvršio brojne eksperimente sa podvezivanjem živaca kako bi potkrepio teoriju, koja važi i danas, da mozak upravlja svim pokretima mišića preko centralnog i perifernog nervnog sistema. Galen se veoma zanimao za spor između različitih lekarskih škola i filozofskih pravaca, a njegova primena direktnog posmatranja, seciranja i vivisekcije u obuci studenata smatra se kombinacijom različitih pristupa. Zbog toga se njegovo objašnjenje pojma bolesti naziva sintetička koncepcija bolesti.
Galen se svestrano družio sa rimskom elitom, bogatima i moćnima. Prvo je postao lični lekar cara Marka Aurelija, a zatim i njegovog sina Komoda.
Aelije Galenije nije patio od lažne skromnosti pa je, prema nekim navodima pobegao iz Rima za vreme epidemije kuge 166. godine, ali mu to nije mnogo naškodilo jer je nakon povratka u Rim nastavio praksu, štaviše teatralno je održavao javna predavanja i javne sekcije životinja.

## Vojna medicina
Atentat na Julija Cezara i 15-to godišnji građanski rat koji je potom usledio primorao je cara Augusta da formira profesionalnu vojnu medicinsku službu. On je vojnim lekarima dodeljivao; imanje, penziju, poseban status u društvu, platu dvostruko veću od one koja je isplaćivana običnom vojniku.
Osnovana je i obavezna vojno-medicinska škola, mada se stručna nastava održavala i privatno u sklopu obavljanja redovne lekarske prakse zajedno sa učenicima. U samom Rimu lekari su bili udruženi u stručna društva (лат. collegia), dok su najugledniji među njima, bili predsedavajući stručnog društva i carevi lični lekari (oni su nosili naziv arhiatra (лат. archiatrus)).
Hirurška tehnika u Rimskoj vojnoj medicini dostigla je zavidan nivo, što je delom potvrdilo Hipokratovu tezu da je rat najbolja škola za hirurga.
Uz velike vojne logore rimskih legija, kastrume (лат. castrum legionario) osnivane su vojne bolnice (лат. valetudinaria), čiji model će nešto kasnije poslužile kao osnova za osnivanje bolnica u glavnim centrima rimskih provincija, i tako sve do srednjeg veka.
Struktura vojnih bolnica bila je identična u svim vojnim logorima. Bolnica je locirana u centralnom delu logora, i bila je pravougaonog oblika, dužine 91 m i širine 59 m i površine oko 5.400 m².
U centralnom delu objekta nalazilo se dvorište a duž sve četiri strane, bile su raspoređene bolesničke soba (u koje su smeštani bolesni i ranjeni tokom ratova). Bolnica je imala 60 soba, u dva niza (spoljašnji i unutrašnji) a svaka je bila dimenzija oko 4 h 5 metara sa vratima okrenutim prema dvorištu ili spoljašnjoj strani bolnice.
Između unutrašnjeg i spoljašnjeg niza soba postojao je širok hodnik, (koji se može videti na slici desno). Neki od ovih prostorija korišćene su od strane administrativnog osoblje, lekari i medicinskih pomoćnika. Na ulazu u bolnicu, (prema skicama sačuvanih iz drugih gradova Evrope) može se pretpostaviti da je bila velika prostorija koja je služi kao 'prihvatna ambulanta bolnice.
Prostorije za rekonvalescente imale su prozore za provetravanje. U nekim slučajevima bolnica je imala kupatilo sa toaletom unutar objekta.
Lekari su medicinsku službu obavljali u kohortama pretorijanaca, legijama, četama, na brodovima Rimske flote. U radu su im pomagali, lekarski pomoćnici (лат. capsariusima). Na bojnom polju lekari su bili naoružani, ali i opremljeni kutijama u kojima su se nalazili osnovni hirurški instrumenti, zavoji i lekovi, i pribor za izradu lekova.
Kohorta je u vreme antičkog Rima bila vojna jedinica koja je funkcionisala kao deo legije. U sastavu jedne kohorte obično je bilo oko 480 legionara uključujući i šest centuriona kao komandira šest centurija koje su činile jednu kohortu. Veličina jedne centurije iznosila je 80 ljudi. U jednoj legiji bilo je deset kohorti a prva je bila dvostruko veća od ostalih devet, odnosno, broj legionara u prvoj kohorti iznosio je oko 900-1.000. Svaka legija u svom sastavu imala je 24 lekara.

## Preventivno-medicinska zaštita
Pripadnici starog Rima bili su veliki poklonici higijene, i posvećivali su veliku pažnju izgradnji akvedukata za dovod seže vode. O tome govore brojni sačuvani ostaci koji se i danas mogu naći u bivšim provincijama, pa i u Srbiji.
U svakom gradu postojala su javna kupatila..
Kanalizacijski sistemi i odvoz smeća bili su na visokom nivou a u Dioklecijanovoj palati postojali su klozeti s tekućom vodom.
Rimska civilizacija je izuzetno poštovala i negovala kult vode i obilato je koristila blagodeti toplih i lekovitih banjskih voda. Za Rimljane svih slojeva, kupanje i telesna nega boli su važna delatnost u slobodno vreme, pa tako i za stanovnike Medijane, koji su u, za tu namenu specijalno sagrađenim termama, svakodnevno koristili toplu i lekovitu banjsku vodu sa termalnih izvora Niške Banje.
Terme (kupatilo) koje su na Medijani bile u sastavu vile sa peristilom nalazile su se na zapadnoj strani sale za audijencije. Činio ih je niz međusobno povezanih prostorija različite namene, a najznačajnije su bile:
- svlačionica (лат. apodyterium),
- vežbaonica (лат. palestra),
- toplo kupatilo (лат. caldaria),
- hladno kupatilo (лат. frigidarium)
- prostorija za znojenje (лат. sudatorium),
- ložište (лат. praefurnium), koje je bilo smešteno pored prostorije za znojenje.

Topao vazduh iz ložišta strujao je između stubića hipokausta i zagrevao pod ispod kada i prostoriju za znojenje.

## Bolnice
U drevnom Rimu se prvo stvaraju ambulante (лат. tabernae medicae), preteče modernih poliklinika i dispanzera u kojima su se bolesnici lečili besplatno.
Rimljani su zaslužni i za osnivanje prvih Eskulapovih javnih bolnica. Jedna od takvih osnovana je na ostrvu Tibra 293. p. n. e. kao hram posvećen Eskulapu.
Zapravo to nisu bile prave bolnica u kojima se vodila briga o bolesnicima već neka vrsta izolatora (lazareta) gde su bolesne robove dovodili njnihovi vlasnici kada su smatrali da se oni neće izlečiti.
Nema dokaza da je postojala nekakva organizovana briga o bolesnima, pa se pretpostavlja da su najvjerojatnije oni doveđeni tamo i prepušteni sopstvenoj sudbini.
Zna se da je car Klaudije insistirao da se stavi tačka na ovu praksu dajući garancije da ako se rob oporavi od bolesti može smatrati slobodnim čovekom.
Eskulapijevi izolatori i tabernae medicae bili su prve bolničke i ambulantne ustanove namenjene lečenju civila, a veletudinarije vojne bolnice, koje su se nalazile u barakama ili šatorima u sastavu vojnij logora (kohorti). One su imale operacione sale, instrumente i kuhinju.

## Drevni medicinski spisi
Od drevnih rimskim medicinskih spisa malo toga je sačuvano iz perioda pre tog doba. Međutim, obim Galenovih sačuvanih pisanih dela je skoro 350 – što daleko nadmašuje bilo kog drugog pisca tog perioda. Pre Galena, veliki deo medicinskog znanja je preživeo usmenom predajom. Tradicija prenošenja i prevođenja nastala je sa delom De materia medica, enciklopedijom koju je napisao Pedanije Dioskorid između 50. i 70. godine nove ere. Rukopisi su klasifikovali i ilustrovali preko 1.000 supstanci i njihovu upotrebu. De materia medica je vekovima uticala na medicinsko znanje, zahvaljujući svom širenju i prevođenju na grčki, arapski i latinski jezik. 
Galen je pisao na grčkom, ali su preživeli i arapski i sirijski prevodi. On se pozivao i osporavao pisana dela Hipokratovih lekara i autora, što je dalo uvid u druge popularne medicinske filozofije. 
Herofil, poznat po svojim tekstovima o anatomiji kroz disekciju, i Erazistrat, takođe poznat po anatomiji i fiziologiji, sačuvani su zahvaljujući Galenovim referencama. Galen se takođe pozivao na pisana dela Sorana, lekara metodičke škole poznatog po svom četvoroknjižnom traktatu o ginekologiji.[ Njegova sinteza ranijih medicinskih filozofija i širokog spektra tema proizvela je tekstualno nasleđe koje je Galen ostavio medicinskoj zajednici za narednih 1.500 godina. 

## Propast Rimskog carstva i njene medicine
Rimsko Carstvo se 395. godine pocepalo na dva dela. Ilirija (zapadni deo Balkana) postaje krvavo područje kome uz epidemije preti i započeta seoba naroda i dolazak Južnih Slovena, čime započinje novo razdoblje u istoriji ovih prostora, koje polako Rimsko carstvo vodi u propast.
Sa propadanjem Rimskog carstva nastaje erozija morala i znanja grčkih lekara. Plinije Stariji o tome piše:
...„Lekari jure naočigled sveta pomamno za novinama, da bi se istakli i pročuli, i sa životima svojih bolesnika prave poslove; oni se uz to još i jadno svađaju među sobom pored bolesničke postelje i svaki savetuje nešto drugo, samo da bi se pokazao samostalnim, otuda natpis na grobu jednog umrlog da je ,umro zbog mnoštva lekara koji su ga lečili“...
Galen kao najobrazovaniji čovek svog vremena. je najžešće kritikovao lekare i njihovo neznanje, pokvarenost, gramzivost i ulizištvo, izjednačavajući ih sa drumskim razbojnicima. Da bi doprineo razvoju medicinske struke Galen se bavio istraživanjima na životinjama (najčešće svinjama i kozama, a koristio je i ostale životinje, od pevca do majmuna i slonova) i nakon njih došao je do brojnih otkrića 22. Međutim, u želji da od medicine stvori nauku, on je pravio velike metodološke greške, a raznim spekulacijama pokušavao da objasni nepoznato još nepoznatijim, sporno još spornijim. Još za njegovog života učenje je pretvoreno u dogmu punu zabluda, koja se nije mogla izmeniti narednih 14 vekova.

## Galerija
- Rimski medicinski instrumenti
- Rimski medicinski instrumenti
- Rimski medicinski instrumenti
- Rimski medicinski instrumenti

## Napomene
1. ↑  Tako je npr. hepatoskopija imala poreklo sa Bliskog istoka
2. ↑  Rimljani nisu dopuštali sekcije na truplima ljudi
3. ↑  Rimskog kupanja je bio poseban ritual koji se sastojao od postupnog prelasku u prostorije sa sve toplijim vazduhom i vodom.

## Literatura
- I.A.Bernabeo, G.M. Pontieri, G.B. Scarano (1993). Elementi di storia della medicina. Piccin. ISBN 9788829910403.. Piccin Nuova Libraria S.p.a.
- K. W. Weebwr, Vita quotidiana nell'antica Roma. 2003. ISBN 9788854108554., Newton Compton editori.
- A.V., Les Écoles médicales à Rome. Actes du 2 Colloque international sur les textes médicaux latins antiques (Lausanne, septembre 1986), Genève, 1991, 317 p.
- Adams J. N., Pelagonius and Latin Veterinary Terminology in the Roman Empire, Leyde, 1995, 695 p. (Studies in Ancient Medicine, 11). CR: BMCR.
- André J (1987). Être médecin à Rome. Société d'édition "Les Belles Lettres". ISBN 9782251338088.. Paris, 1987, 212 p. (Realia).
- Barton T.S., Power and Knowledge. Astrology, Physiognomics, and Medicine under the Roman Empire, Ann Arbor, 1995, 254 p. CR: BMCR.
- D'Amato Cl., La medicina, Rome, 1993, 113 p. (Museo della civiltà romana. Vita e costumi dei Romani antichi, 15).
- de Filippi Cappai C., Medici e medicina in Roma antica, Turin, 1993, 246 p.
- Flemming R., Medicine and the Making of Roman Women. Gender, Nature, and Authority from Celsus to Galen, Oxford, 2000, 380 p.
- Gourevitch D (1984). Le Mal d'être femme. La femme et la médecine dans la Rome antique. ISBN 9782251338033., Paris, 1984, 276 p. (Realia).
- Jackson R. Doctors and Diseases in the Roman Empire. ISBN 9780806121673.. Londres, 1988, 207 p.
- Kudlien Fr., Die Stellung des Arztes in der römischen Gesellschaft. Freigeborene Römer, Eingebürgerte, Peregrine, Sklaven, Freigelassene als Ärtze, Wiesbaden, 1986, 228 p. (Forschungen zur Antiken Sklaverei, 18).
- Langslow D.R., Medical Latin in the Roman Empire, Oxford, 2000, 517 p. CR: BMCR: "The work is based on a thorough analysis of four writers: Aulus Cornelius Celsus (first century AD), Scribonius Largus (first century AD), Theodorus Priscianus (fourth-fifth century AD), and Cassius Felix (fifth century AD)".
- Li Causi P., Sulle tracce del manticora. La zoologia dei confini del mondo in Grecia e a Roma, Palerme, Palumbo, 2003, 364 p.: CR: REL, 83, 2005, p. 303-305 (C. Février).
- Limmer L., Krieglestein G. K., Augenheilkunde im Rom der frühen Kaiserzeit. A. C. Celsus. De medicina libri octo, Heidelberg, 1992, 172 p.
- Pelletier A. [Dir.], La Médecine en Gaule. Villes d'eaux, sanctuaires des eaux. ISBN 9782708401150., Paris, 1985, 272 p., 119 ill.
- Rink A., Mensch und Vogel bei römischen Naturschriftstellern und Dichtern. Untersucht insbesondere bei Plinius, Aelian und Ovid, Francfort, 1997, 276 p. (Europäische Hochschulschriften. Reihe 15. Klassische Sprachen und Literaturen, 71)
- Sabbah G. [Éd.], Études de médecine romaine, Saint-Étienne, 1989, 178 p. (Centre Jean-Palerne. Mémoires, 8): recueil de douze contributions.
- Sabbah G. [Éd.], Textes médicaux latins antiques, Saint-Étienne, 1984, 163 p. (Centre Jean-Palerne. Mémoires, 5): douze études concernant les problèmes posés par les textes, par leur critique, leur histoire, l' évolution des notions qu'ils véhiculent, les techniques de traduction qu'ils mettent en œuvre. Un accent particulier se trouve mis sur l'antiquité tardive.
- Sabbah G., Mudry Ph. [Éd.], La Médecine de Celse. Aspects historiques, scientifiques et littéraires, Saint-Étienne, 1994, 380 p. (Centre Jean-Palerne. Mémoires, 13): ensemble de quinze études visant à éclairer les principaux aspects, historiques, scientifiques et littéraires, du traité De la médecine de Celse.
- Sabbah G. [Éd.], Le Latin médical, la constitution d'un langage scientifique. Réalités et langage de la médecine dans le monde romain. (Actes du 3 Colloque international "Textes latins médicaux antiques", Saint-Étienne, 11-13 septembre 1989), Saint-Étienne, 1991, 428 p. (Centre Jean-Palerne. Mémoires, 10).
- Salmon P., La Limitation des naissances dans la société romaine, Bruxelles, 1999, 103 p. (Collection Latomus, 250): "Malgré son grand intérêt (en particulier le chapitre II consacré à la contraception), seuls les lecteurs avertis pourront tirer profit de ce petit ouvrage […] qui n'emporte pas toujours la conviction à cause de certains défauts de méthode" (D. Gourevitch dans AC, 70, 2001, 410).
- Scarborough J., Roman Medicine, Londres, 1969, 238 p. (Aspects of Greek and Roman Life): une nouvelle édition serait en préparation.
- Wilmanns J.C., Der Sanitätsdienst im Römischen Reich. Eine sozialgeschichtliche Studie zum römischen Militärsanitätswesen nebst einer Prosopographie des Sanitätspersonals, Hildesheim, 1995, 314 p. (Medizin der Antike, 2).

## Spoljašnje veze
- Surgical Instruments from Ancient Rome (језик: енглески)
- Celsus: De Medicina. The Text on LacusCurtius (језик: енглески)